# 639. pehotni polk (Wehrmacht)
Za druge 639. polke glejte 639. polk.
639. pehotni polk (izvirno nemško Infanterie-Regiment 639) je bil eden izmed pehotnih polkov v sestavi redne nemške kopenske vojske med drugo svetovno vojno.

## Zgodovina
Polk je bil ustanovljen 7. septembra 1941 za potrebe Armadne skupine Sever iz enot RADa; polk je bil del 388. pehotne divizije.
15. oktobra 1942 je bil polk preimenovan v 639. grenadirski polk.